# Magdalene Sibylle von Neidschutz
Magdalena Sibylla von Neidschutz född 8 februari 1675, död 14 april 1694, ofta kallad Billa, senare grevinnan von Rochlitz, var en tysk adelsdam, mätress åt kurfurst Johan Georg IV av Sachsen. Hon var den första officiella mätressen, Favoritin i Sachsens historia. Hon var möjligen utomäktenskaplig halvsyster åt Johan Georg.

## Biografi
Magdalena Sibylla var officiellt dotter till adelsmannen Rudolf von Neidschutz, livvakt vid hovgardet i Sachsen, och Ursula Margarethe von Haugwitz. Hennes biologiske far var dock med all sannolikhet Johan Georg III av Sachsen, som hade ett sexuellt förhållande med hennes mor, samtidigt som dennas make var utomlands. Magdalene Sibylla var därmed troligen halvsyster till Johan Georg IV. Hon blev tidigt presenterad vid hovet, där tronföljaren Johan Georg blev förälskad i henne. När Johan Georg IV efterträdde sin far som kurfurste år 1691 inledde han ett förhållande med Magdalene Sibylla, som blev hans officiella älskarinna. Hon hade stort inflytande över honom, och han betalade kejsaren för att ge henne titeln riksgrevinna av Rochlitz (1693). Hennes ställning gav stora fördelar åt medlemmarna i hennes familj.
Magdalena Sibylla avled i en oklar sjukdom, och det fanns rykten om att hon skulle ha blivit förgiftad. Johan Georg, som vårdade henne under hennes sjukdom, ska ha blivit smittad av henne, och avled strax efter henne. Efter deras död blev hennes familj arresterad och åtalade för trolldom och hennes mor utsatt för tortyr.